# Felixer Weiher
Der Felixer Weiher oder Tretsee (italienisch Lago di Santa Maria oder Lago di Tret) ist ein See in Südtirol (Italien). Er ist ein geschütztes Naturdenkmal.

## Lage
Der Felixer Weiher befindet sich in den nordwestlichen Ausläufern des Mendelkamms, wo der Bergzug zum Gampenpass hin sanft abfällt, inmitten einer von Wäldern und Wiesen geprägten Landschaft. Die nächstgelegenen Ortschaften sind im Südwesten St. Felix, eine Fraktion der Gemeinde Unsere Liebe Frau im Walde-St. Felix am Deutschnonsberg, und, jenseits der Grenze zur Nachbarprovinz Trentino, Tret, eine Fraktion der Gemeinde Borgo d’Anaunia. Erreichbar ist der See über mehrere Wanderwege, die gegen Osten weiter zur nördlichsten markanten Erhebung des Mendelkamms, dem Gantkofel (1866 m s.l.m.), hin führen.

## Topographie
Der See liegt auf 1604 m s.l.m. und erstreckt sich auf einer Oberfläche von 3,84 ha. Er ist maximal 3 m tief und fasst damit ein geschätztes Volumen von 76.000 m³. Seine Uferlinie ist 812 m lang, das Einzugsgebiet beträgt lediglich 1,8 km². Im Nordosten des Gewässers befindet sich eine kleine Insel.

## Ökologie
Der Weiher wird als oligotroph bis mesotroph eingestuft. Da jedoch trotzdem ein starkes Wachstum von Wasserpflanzen verzeichnet wird, kommt es als Maßnahme gegen eine drohende Verlandung ein- bis zweimal jährlich zu Schnitt und Entnahme derselben.
Analysen der Wasserqualität in Hinblick auf eine Eignung als Badesee erbrachten sehr gute Ergebnisse.

## Namensgeschichte
Im Atlas Tyrolensis aus dem 18. Jahrhundert erschien der See namenlos. Die Bezeichnung Felixer Weiher ist älter als der alternative Name Tretsee, der geprägt wurde, als Einwohner von Tret Gründe in der Nähe des Weihers kauften.